# Сенкибай
Сенкиба́й (до 7 октября 1993 года — Енбе́к, каз. Сеңкібай) — аул в Байзакском районе Жамбылской области Казахстана, входит в состав Мырзатайского сельского округа. Код КАТО — 313639800.

## География
Аул расположен в западной части Байзакского района, в 1 километре к западу от административного центра сельского округа села Мырзатай, в 8 километрах к северо-западу от районного центра села Сарыкемер, и в 16 километрах к северу от областного центра города Тараз. Ближайшая железнодорожная станция Бурул — расположено в 15 километрах к югу от аула (по дороге — 24,6 км). Соседние населённые пункты: Жетыбай в 3 километрах к северу, Актобе в 4 километрах к северо-западу, Жанасаз в 4,7 километрах к западу. Транспортное сообщение осуществляется по просёлочным автодорогам с выходом на автодорогу КН-7 к востоку. Высота центра населённого пункта — 519 метров над уровнем моря.

## Население
| Численность населения | Численность населения | Численность населения |
| 1989                  | 1999                  | 2009                  |
| --------------------- | --------------------- | --------------------- |
| 717                   | ↘658                  | ↗698                  |